# Japonské císařské námořnictvo
Japonské císařské námořnictvo (Kjúdžitai: 大日本帝國海軍, Šindžitai: 大日本帝国海軍;  Dai-Nippon Teikoku Kaigun nebo zkráceně 日本海軍; Nippon Kaigun), oficiálně Námořnictvo Císařství velkého Japonska, bylo od roku 1869 do roku 1947 námořnictvem Japonského císařství. V roce 1947 bylo po prohře ve druhé světové válce rozpuštěno na základě článku japonské ústavy, který zakázal použití síly v řešení mezinárodních sporů. Přitom v roce 1920 bylo japonské císařské námořnictvo třetím nejsilnějším loďstvem na světě (po Royal Navy a US Navy) a pravděpodobně nejmodernějším loďstvem počátku druhé světové války vůbec. Jeho důležitou složkou bylo japonské císařské námořní letectvo (大日本帝國海軍航空隊 Dai-Nippon Teikoku Kaigun Kókútai), zahrnující letectvo a letecké operace loďstva.
Počátky JCN se dají vysledovat do doby prvních kontaktů Japonska s ostatními asijskými národy v raném pronikajícími do Asie a Pacifiku v době zámořských objevů. Po dvou stoletích stagnace v době izolace Japonska na základě politiky šógunů z období Edo, bylo japonské námořnictvo zastaralé, což se plně projevilo, když byla země v roce 1854 americkou intervencí přinucena otevřít se světu. To vedlo k reformám císaře Meidži, které měly feudální Japonsko změnit v moderní industrializovaný stát. S přesunem moci od šógunů zpět do rukou císaře došlo k překotné modernizaci a industrializaci země.
V té době začala řada vítězství, která japonské námořnictvo získalo často nad mnohem silnějším nepřítelem, jak tomu bylo v roce 1895 v čínsko-japonské válce či v roce 1905 v rusko-japonské válce. Tato řada vítězství skočila až téměř totálním zničením loďstva v druhé světové válce, po které bylo také rozpuštěno a nahrazeno mnohem skromnějšími silami sebeobrany.

## Počátky
Japonsko má dlouhou historii námořních kontaktů po celé Asii. Například už během období Kofun ve 3. století dopravovaly japonské lodě vojáky mezi Japonskem a Koreou. Po dvou mongolských invazích do Japonska v letech 1274 a 1281 začali japonští piráti wakó velmi aktivně plundrovat celé čínské pobřeží.
Hromadná stavba válečných lodí v Japonsku začala v 16. století. V době válčících států (období Sengoku) se znepřátelení feudální vládci pokusili získat dominanci pomocí velkých flot, skládajících se ze stovek plavidel. V této době byly pravděpodobně postaveny první japonské obrněné válečné lodě, protože v roce 1596 měl daimjó Nobunaga Oda k dispozici šestici železem pokrytých válečných lodí (atakebune). V roce 1588 sjednotitel Japonska, Hidejoši Tojotomi, zakázal pirátství wakó. Piráti se stali jeho vazaly a později tvořili část loďstva, které v letech 1592 – 1598 provedlo invazi do Koreje.
První oceánské lodě postavili Japonci v 17. století. V roce 1613 dal daimjó Masamune Date z města Sendai, se souhlasem šógunátu Tokugawa, postavit Date Maru, velkou galeonu s výtlakem 500 tun, která dopravila japonského ambasadora Cunenagu Hasekuru do Ameriky a poté dále do Evropy. Po roce 1604 bylo postaveno okolo 350 ozbrojených obchodních lodí (šuinsen), u kterých byly použity některé západní technologie. Byly použity hlavně k obchodu v jihovýchodní Asii.

## Izolace

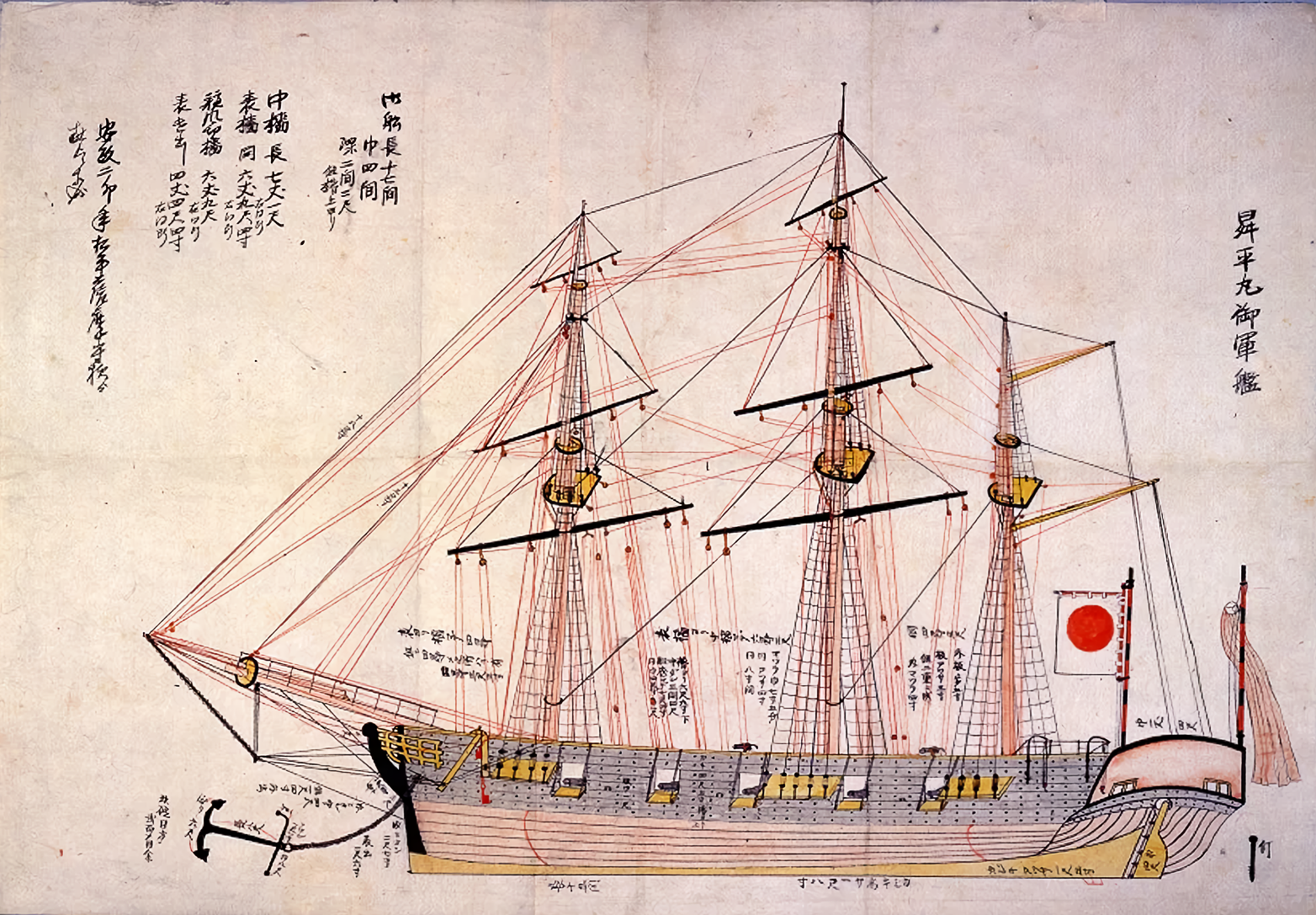
Šóhei Maru z roku 1854, jejíž konstrukce byla ovlivněna západní technologií, získanou přes nizozemskou enklávu

Od roku 1640 se Japonsko na 200 let uzavřelo světu. To bylo výsledkem politiky izolace (sakoku), která zakazovala jakékoliv kontakty se Západem, potírala křesťanství a pod trestem smrti zakázala stavbu lodí schopných oceánských plaveb. Kulturní kontakty zprostředkovávala pouze nizozemská enkláva Dešima, která jako jediná umožňovala výměnu informací, které v té době přinášela průmyslová revoluce. Zkoumání západní vědy, zprostředkované Nizozemci a zvané rangaku umožňovalo japonské vědě, a tím i námořnictvu, stálou aktualizaci. Byly zkoumány i západní technologie stavby lodí.

## Počátek modernizace za šogunátu

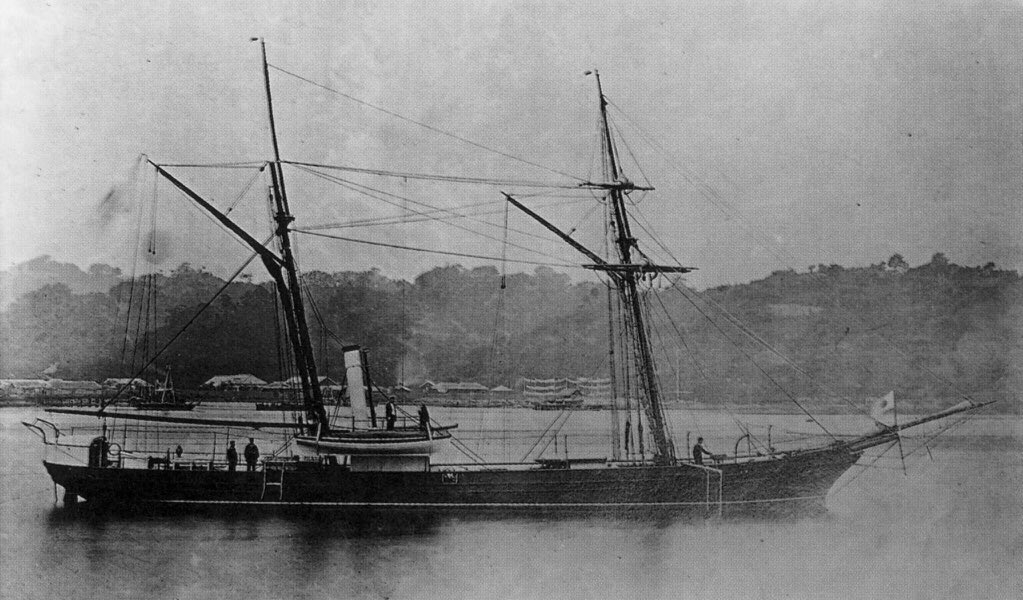
Čijodagata – první v Japonsku postavená válečná loď na parní pohon, 1863

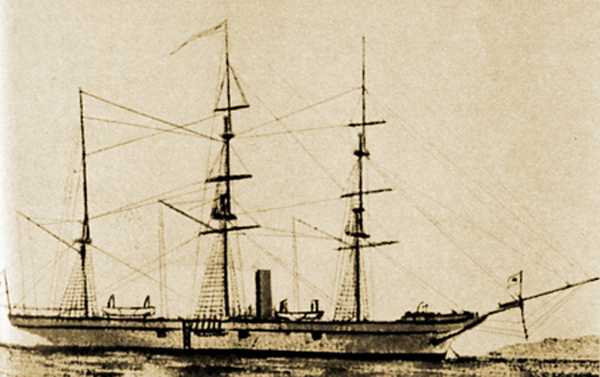
Kanrin Maru, první japonská šroubová válečná loď, 1857

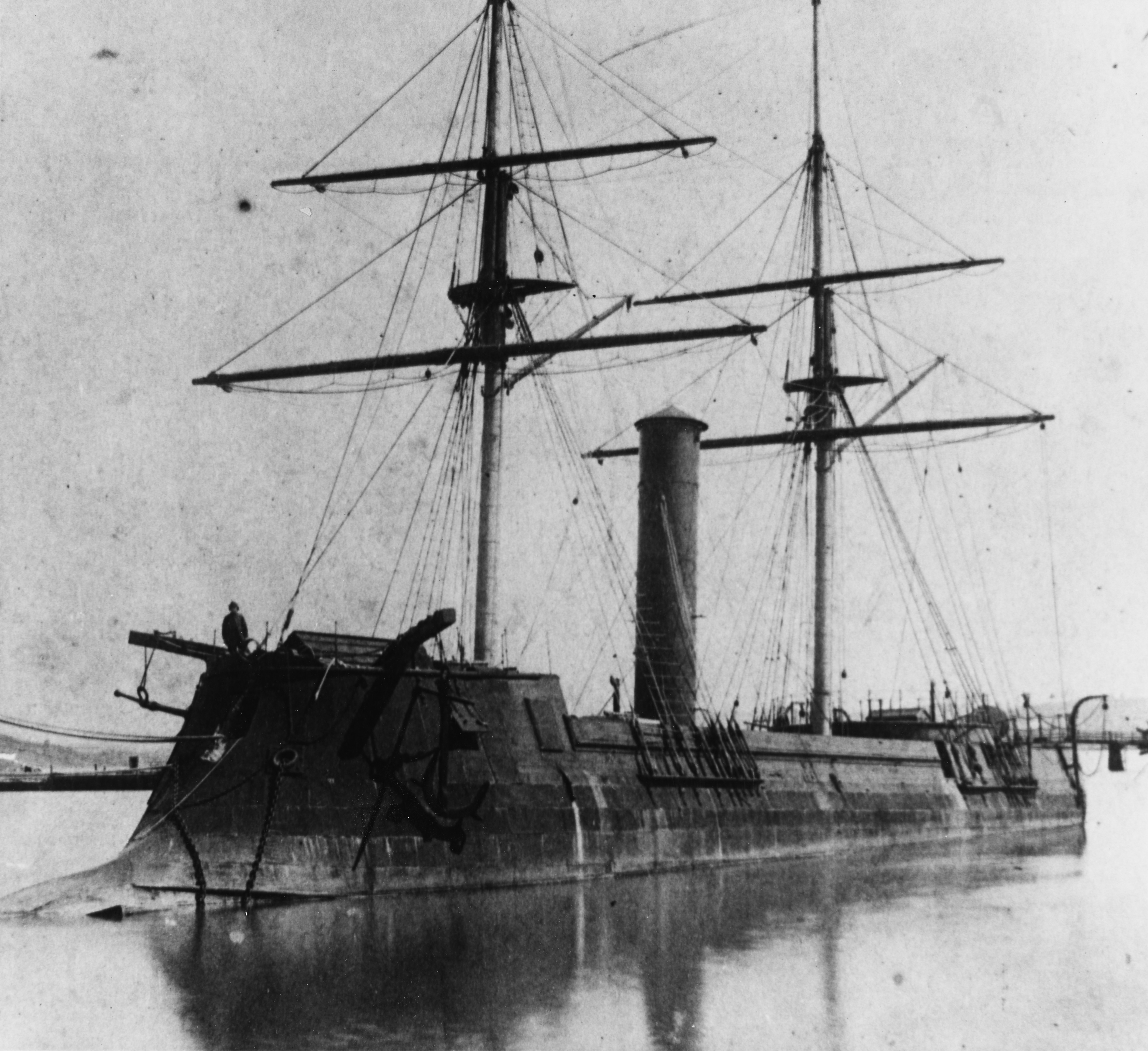
Kótecu, původně postavený pro Konfederované státy americké jako CSS Stonewall, první japonská obrněná válečná loď, 1869

V letech 1853 a 1854 komodor amerického námořnictva Matthew Perry předvedl demonstraci síly nejnovějších válečných lodí amerického námořnictva s parním pohonem. Perry si roku 1854 vynutil otevření Japonska mezinárodnímu obchodu. Stalo se tak přijetím smlouvy z Kanagawy, která byla v roce 1858 následována nerovnou smlouvou o přátelství a obchodu, která dovolovala zahraničním občanům exteritorialitu a minimální dovozní cla pro jejich zboží.
Brzy po otevření se Japonska zahraničnímu vlivu se Tokugawský šógunát rozhodl pro přijímání západních technologií. V roce 1855 získalo Japonsko s nizozemskou pomocí svou první parou poháněnou loď Kankó Maru, která byla používána pro výcvik a sloužila nově vzniklému námořnímu výcvikovému středisku v Nagasaki. V roce 1857 získalo Japonsko svou první loď poháněnou lodním šroubem pojmenovanou Kanrin Maru. V roce 1859 se námořní výcvikové středisko přesunulo do Cukidži v Tokiu. Jeho studenti byli posíláni na několikaletá studia na západních námořních akademiích. Patřily k nim například budoucí admirál Takeaki Enomoto, který studoval v letech 1862 – 1867 v Nizozemsku, Heihačiró Tógó nebo Isoroku Jamamoto.
V roce 1863, tedy už 10 let po ukončení izolace Japonska, dokončila japonská loděnice první domácí parní válečnou loď pojmenovanou Čijodagata. V roce 1865 byl najat francouzský námořní inženýr Léonce Verny, aby pomohl se založením moderních námořních arzenálů v Jokosuce a Nagasaki. V letech 1867 – 1868 pomáhala s rozvojem japonského námořnictva britská námořní mise.
V době zániku šógunátu v roce 1867 už Japonsko disponovalo největším válečným loďstvem ve východní Asii. Námořnictvo složené z parou poháněných lodí bylo organizováno podle západního vzoru. V čele s vlajkovou lodí Kaijó Maru bylo nasazeno proti zastáncům císaře ve válce Bošin. Tehdy mu velel admirál Enomoto. Tento konflikt vyvrcholil v roce 1869 námořní bitvou u Hakodate, první velkou námořní bitvou, kterou japonské lodě vybojovaly. V ní byly poslední síly šógunátu Tokugawa definitivně poraženy a vláda nad Japonskem se vrátila do rukou císaře. Na straně císaře zde bojoval první japonský obrněnec Kótecu, postavený původně ve Francii pro námořnictvo Konfederace jako CSS Stonewall. Loď, kterou původně objednal šógunát a následně získala vláda věrná císařství Meidži, nakonec sehrála ve vítězství u Hakodate významnou roli.

## Vznik Japonského císařského námořnictva v roce 1869

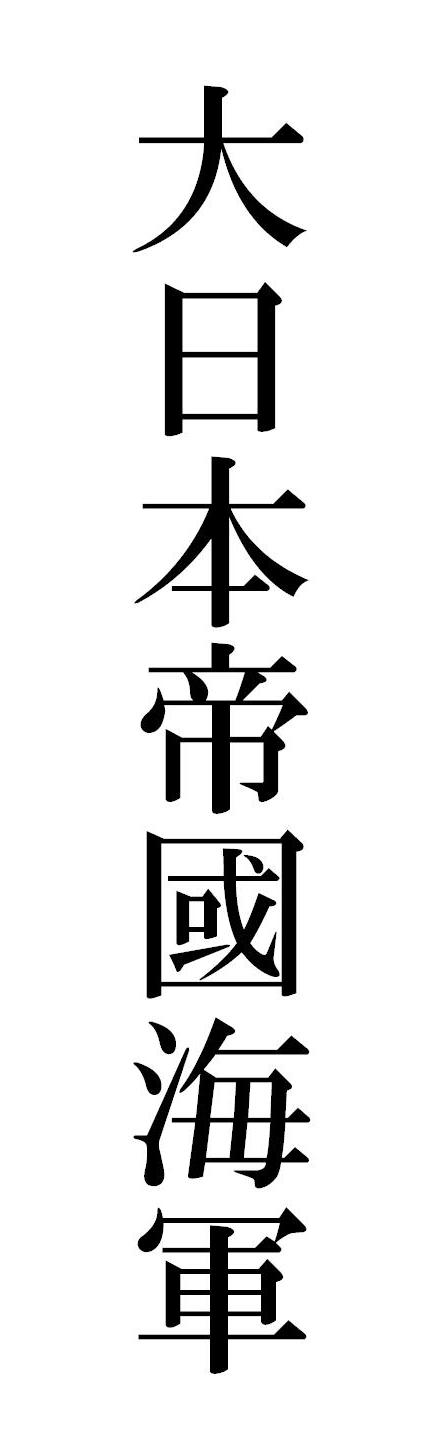
Japonské císařské námořnictvo

I po obnovení moci císaře Meidži v roce 1868 se i nadále pokračovalo v reformách, industrializaci a militarizaci Japonska, což mělo zemi ochránit před osudem kolonie USA nebo některé evropské země. 17. ledna 1869 bylo vytvořeno Ministerstvo vojenství (nebo také Ministerstvo armády a námořnictva), jehož prvními sekretáři byli Tomomi Iwakura, Tadajoši Šimazu a princ Komacu-no-mija Akihito.
26. března 1868 se v Ósacké zátoce konala první námořní přehlídka s účastí šesti japonských lodí patřících soukromým provinčním flotám a jednoho plavidla francouzského námořnictva. Výtlak všech japonských lodí byl 2 252 tun, což bylo mnohem méně než výtlak jediné cizí válečné lodi na přehlídce. V červenci 1869 bylo Japonské císařské námořnictvo oficiálně založeno. Stalo se tak pouhé dva měsíce po poslední bitvě války Bošin.
V roce 1869 byly soukromé válečné floty zakázány a jejich 11 lodí se připojilo k 7 přeživším plavidlům poražené Tokugawské floty, čímž bylo vytvořeno jádro nového císařského loďstva. V únoru 1872 bylo Ministerstvo vojenství rozděleno na Ministerstvo armády a Ministerstvo námořnictva. V říjnu 1873 se Kacu Kaišú stal ministrem námořnictva. Nová vláda vytvořila ambiciózní plán na vybudování námořnictva s 200 válečnými loděmi, organizovanými v 10 loďstvech. Plán však byl během jednoho roku zrušen pro nedostatek zdrojů k jeho realizaci.

## Britská podpora

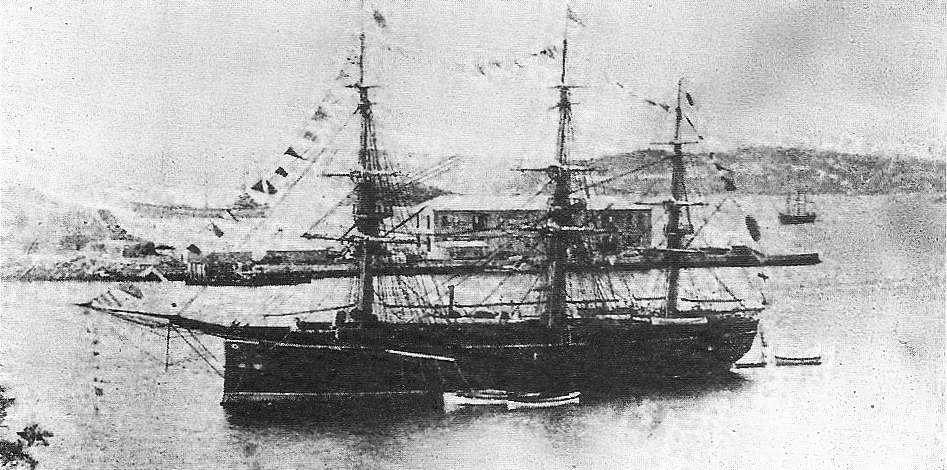
Obrněná korveta Rjúdžó, vlajková loď do roku 1881

V 70. a 80. letech 19. století plnilo japonské námořnictvo především úlohu pobřežní obrany. Vláda Meidži se však brzy rozhodla ho modernizovat. První lodí pro plnění nových úkolů byla Džo Šo Maru, záhy přejmenovaná na Rjúdžó. Loď byla spuštěna na vodu 27. března 1869 v Aberdeenu. V úloze hlavního vzoru modernizace tehdy nahradilo Nizozemce britské loďstvo.
Od září 1870 v Japonsku pracoval první Angličan jako instruktor dělostřelby na lodi Rjúdžó. V roce 1871 rozhodlo ministerstvo, že pošle do zahraničí 16 frekventantů námořní akademie, aby se učili námořním vědám (14 v Británii a 2 v USA). Jedním z nich byl Heihačiró Tógó, budoucí velitel japonského námořnictva v rusko-japonské válce, zvaný někdy „Nelson východu“. Britská námořní mise v počtu 34 členů, pod vedením komandéra Archibalda Douglase, působila v Japonsku v letech 1873 – 1875. V roce 1879 byl najat komandér L. P. Willan, aby cvičil námořní kadety.

## První bojová nasazení (Tchaj-wan 1874 a Korea 1875 – 1876)

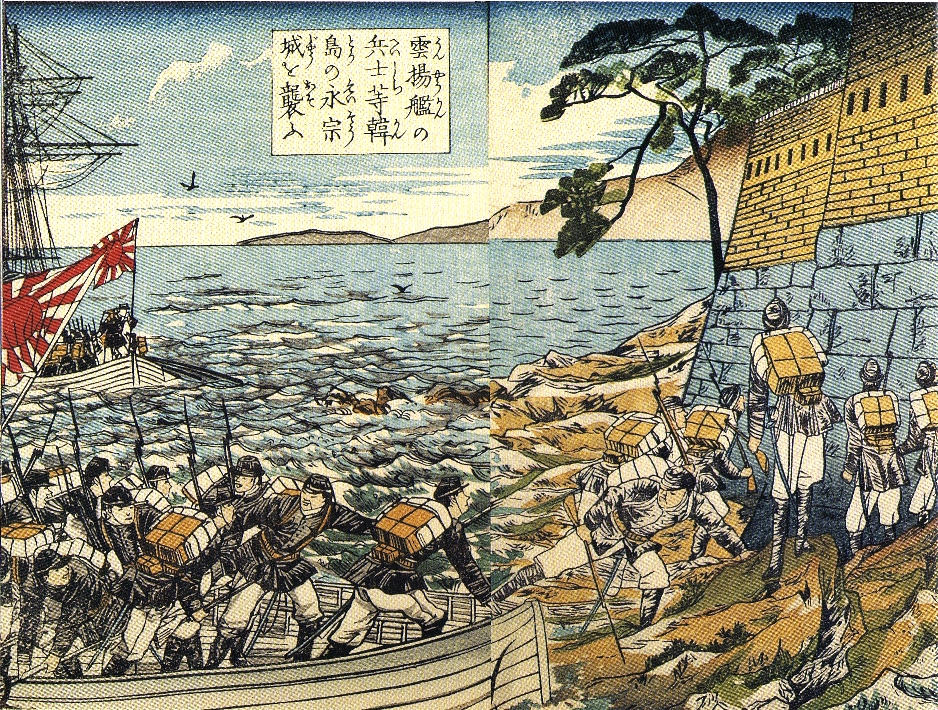
Japonští mariňáci ze člunu Unjo na ostrově Kanghwa v Koreji roku 1875.

Během roku 1873 byl opuštěn původně zamýšlený plán invaze na Korejský poloostrov. Vláda rozhodla, že přednost dostane obsazení Tchaj-wanu, ke kterému došlo v roce 1874 a které bylo prvním nasazením nového Císařského námořnictva a Císařské armády.
V letech 1875 – 1876 však došlo k několika vojenským intervencím v Koreji, počínaje incidentem na ostrově Kanghwa, který vyprovokoval japonský dělový člun Unjo a který vedl k nasazení velkých námořních sil. Tento incident nakonec vedl k podepsání Kanghwaské smlouvy, která přinutila Koreu otevřít se japonskému obchodu a byla prvním případem japonské intervence a nadvlády pomocí smluv v západním stylu.
Krátce po těchto událostech přinutily domácí vzpoury japonskou vládu, aby se více soustředila na pozemní armádu. Nová námořní politika byla vyjádřena heslem „šusei kokubó“ (statická obrana) a vnímala Císařské námořnictvo opět především jako sílu pobřežní ochrany. Vztah pobřežního loďstva a armády, vycvičené druhou francouzskou vojenskou misí v Japonsku, se tehdy nesl v duchu principu rikušu kaidžú („armáda první, námořnictvo druhé“).

## 70. léta – modernizace pokračuje

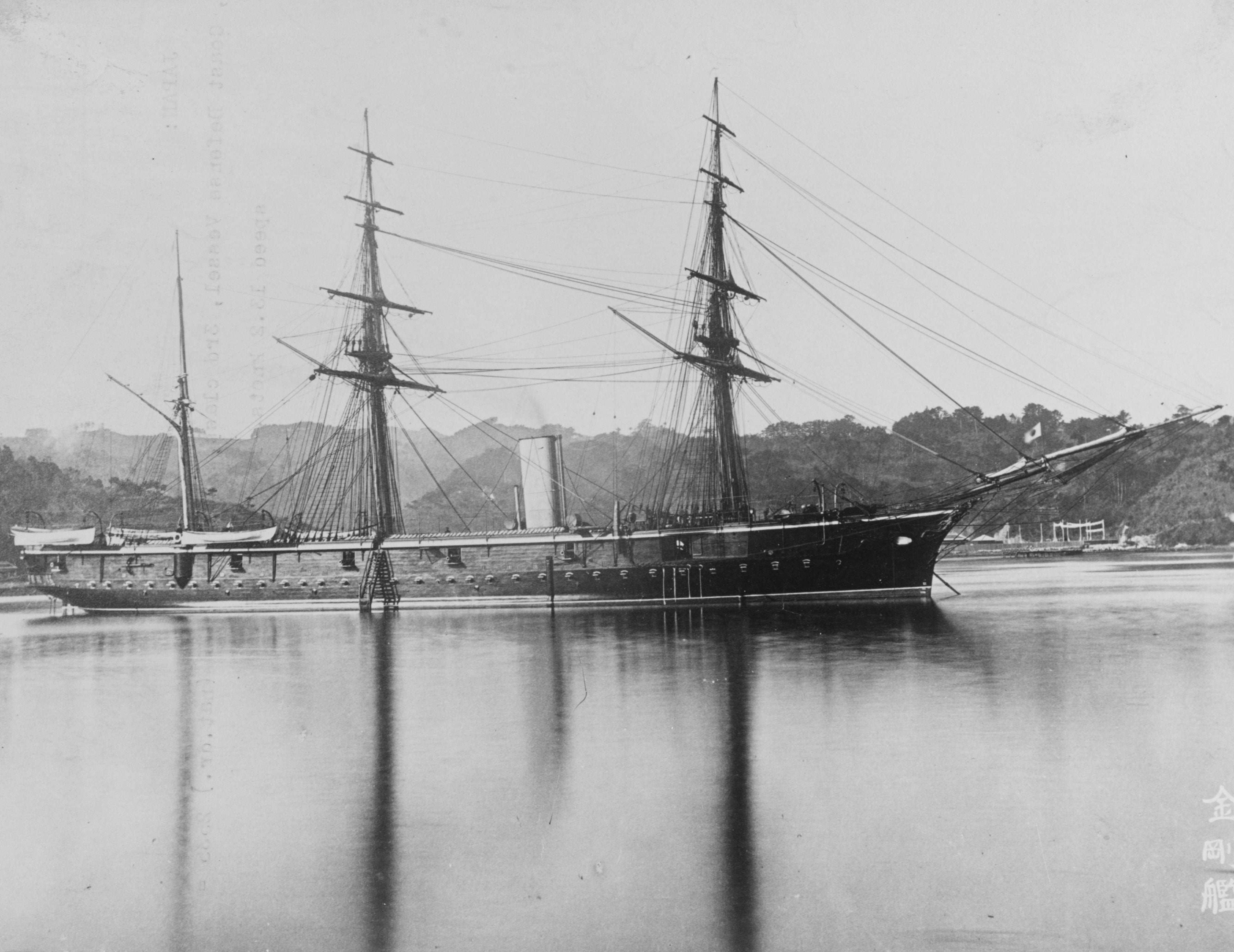
Obrněná korveta Kongó, 1877

Přestože se v této době rozvíjely nové japonské loděnice, jako firmy Išikawadžima a Kawasaki, japonské válečné lodě byly stále stavěny v zahraničí, jako například kasematový obrněnec Fusó a korvety Kongó (1877) a Hiei (1877), stavěné v Británii.
V roce 1883 byly objednány dvě doposud největší japonské válečné lodě – Naniwa a Takačiho o výtlaku 3650 tun. Byla to první plavidla stavěná speciálně pro císařské námořnictvo podle vlastního projektu. Tyto lodě měly rychlost 18 uzlů, pancéřovanou palubu o tloušťce 2 – 3 palce a dva Kruppovy kanóny ráže 260 mm. Konstruktér Sačú Sasó je navrhl podle koncepce britských chráněných křižníků tříd Esmeralda a Elswick, ale s lepšími parametry. V této době vypukl závod ve zbrojení s Čínou, největším japonským rivalem, což opět vedlo ke změně japonské námořní strategie. Čína si totiž nechala v Německu postavit dvě věžové bitevní lodě třídy Ting-jüan (Ting-jüan a Čen-jüan) o výtlaku 7335 tun, se kterými pouhé dva japonské moderní chráněné křižníky nemohly soupeřit. Japonsko se proto rozhodlo vybudovat (s francouzskou pomocí) velké a moderní loďstvo, které by mu přineslo rozhodující převahu v blížícím se konfliktu.

## 80. léta a francouzský vliv

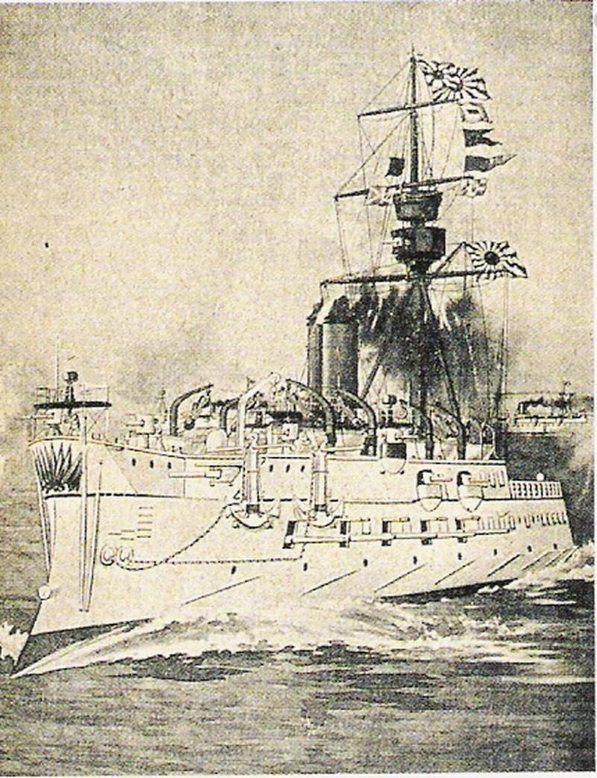
Macušima byla japonskou vlajkovou lodí v bitvě u řeky Jalu, 1894

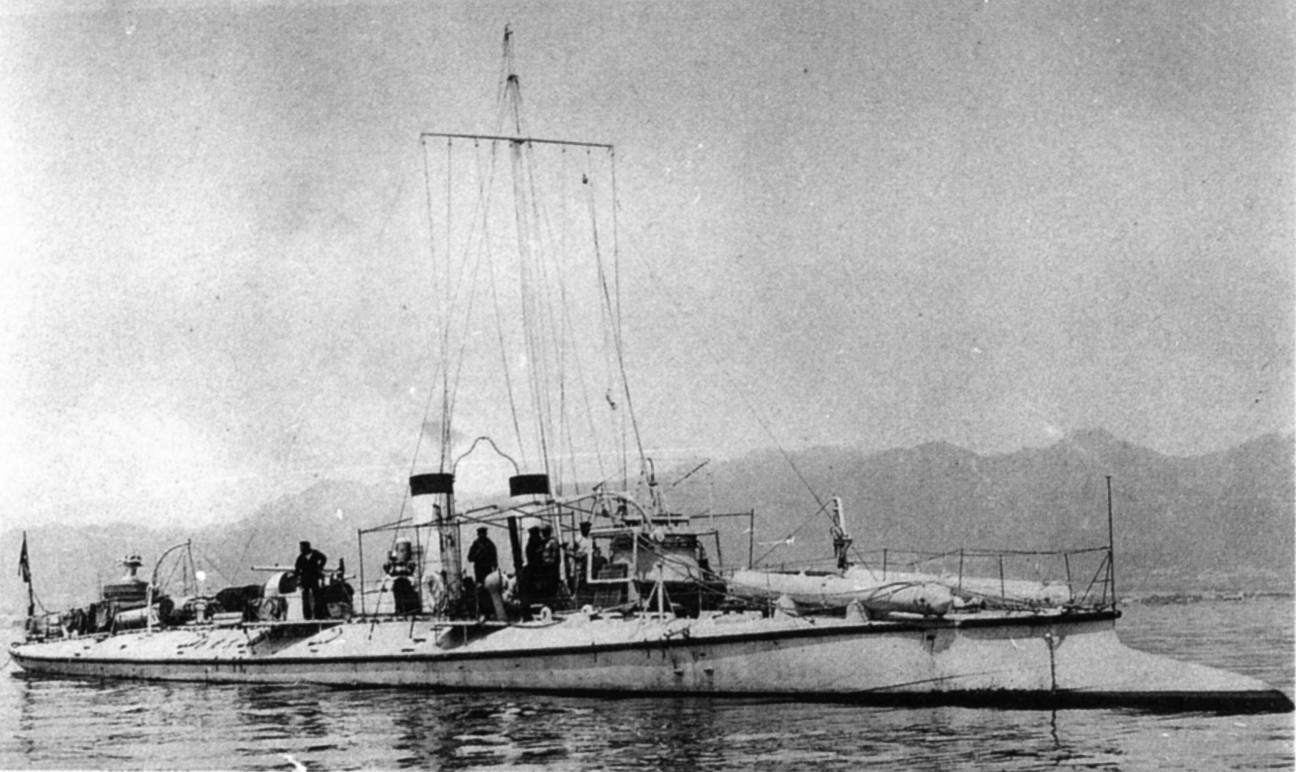
Torpédovka Kotaka, 1887

V 80. letech bylo japonské námořnictvo především pod vlivem Francie a její doktríny „Jeune École“ (mladé školy), která upřednostňovala malé, rychlé a dobře vyzbrojené lodě, jež měly úspěšně bojovat i proti papírově silnějším loďstvům. Základními jednotkami této koncepce byly křižník a torpédovka.
Vláda Meidži v této době připravila nový plán rozvoje loďstva, který požadoval stavbu 48 válečných lodí, z nichž 22 byly torpédové čluny. Úspěch francouzského námořnictva v čínsko–francouzské válce v letech 1883 – 1885 novou doktrínu zdánlivě potvrzoval. Potvrzení potenciálu torpédovek bylo pro Japonsko, disponující omezenými zdroji, dobrou zprávou. V roce 1885 byl na 4 roky najat hlavní konstruktér francouzského loďstva Émile Bertin, aby posílil japonské námořnictvo a řídil japonské loděnice v Kure a Sasebu. Bertin navrhl novou řadu křižníků třídy Sanseikan. Každá ze tří jednotek této třídy měla na přídi jedno výkonné Canetovo dělo ráže 320 mm. Émile Bertin dohlížel celkem na stavbu více než 12 válečných lodí. Tyto lodě tvořily základ prvního skutečně moderního japonského loďstva a umožnily japonským loděnicím dokonale si osvojit stavbu velkých válečných lodí, přestože některé lodi byly stále stavěny v zahraničí.
Lodě stavěné v době působení Émile Bertina v Japonsku:
- Třídu Sanseikan tvořila trojice chráněných křižníků o výtlaku 4700 tun pojmenovaných Macušima, Icukušima (postavené ve Francii) a Hašidate (postavený v Jokosuce).[Pozn. 1]
- 3 pobřežní bitevní lodě s výtlakem 4278 tun.[zdroj⁠?!]
- Pancéřový křižník Čijoda o výtlaku 2439 tun byl postaven v Británii.
- Nechráněné křižníky Takao o výtlaku 1600 tun a Jaejama s výtlakem 1800 tun, oba postavené v Jokosuce.
- Nechráněný křižník Čišima s výtlakem 726 tun postavený ve Francii.
- 16 torpédovek po 56 tunách postavených ve Francii v roce 1888.

Spolupráce s Francií navíc umožnila Japonsku získat řadu nových technologií, především v oblasti torpéd, torpédových člunů a min, což byla v té době francouzská doména. První torpéda JCN získalo v roce 1884 a brzy poté, v roce 1886, bylo v Jokosuce založeno první „Torpédové cvičební centrum“.
Po roce 1886 došlo k další změně v orientaci Japonska, které se po nevysvětleném potopení chráněného křižníku Unebi na jeho cestě z Francie do Japonska a následným diplomatickým třenicím opět vrátilo ke spolupráci s Británii.
V roce 1887 japonské námořnictvo v Británii objednalo koncepčně převratnou torpédovku Kotaka, jež je považována za první úspěšnou koncepci budoucích torpédoborců, a chráněný křižník Jošino postavený v loděnici Armstrong v Elswicku, který byl v době jeho spuštění (1892) nejrychlejším křižníkem vůbec.

## Čínsko-japonská válka (1894 – 1895)
V této době se však nemodernizovalo pouze Japonsko. Čínské loďstvo, tentokrát s německou pomocí, také budovalo své silné loďstvo. Důvodem závodů ve zbrojení mezi Čínou a Japonskem byl nárok obou zemí na kontrolu Koreje. Čínsko-japonská válka oficiálně vypukla 1. srpna 1894, přestože v té době už došlo k několika námořním šarvátkám.
Japonské námořnictvo získalo převahu 17. září 1894 v bitvě u ústí řeky Jalu, ve které se mu podařilo potopit 8 z 12 válečných lodí nejsilnějšího čínského severního loďstva. Přes toto japonské vítězství zůstalo jádro čínského loďstva – dvojice bitevních lodí, postavených v Německu – stále bojeschopné (Ting-jüan nakonec potopila torpéda a Čen-jüan byla zajata téměř nepoškozená). Proti jejich pancíři byla japonská palba málo účinná, což jasně ukázalo, že se japonské námořnictvo neobejde bez větších a lépe vyzbrojených jednotek. Dalším krokem ve vývoji námořnictva tedy byla kombinace velkých, dobře vyzbrojených válečných lodí s malými útočnými jednotkami, které by loďstvu dovolovaly agresivní bitevní taktiku.
Výsledkem čínsko-japonského konfliktu byla smlouva ze Šimonoseki, podepsaná 17. dubna 1895, kterou Japonsku připadl Tchaj-wan a přilehlé ostrovy. Ostrov zůstal japonskou kolonií až do roku 1945. Japonsko též získalo poloostrov Liao-tung v severovýchodní Číně, ale bylo Ruskem donuceno se ho vzdát. Rusko pak poloostrov získalo samo.

## Potlačení boxerského povstání (1900)

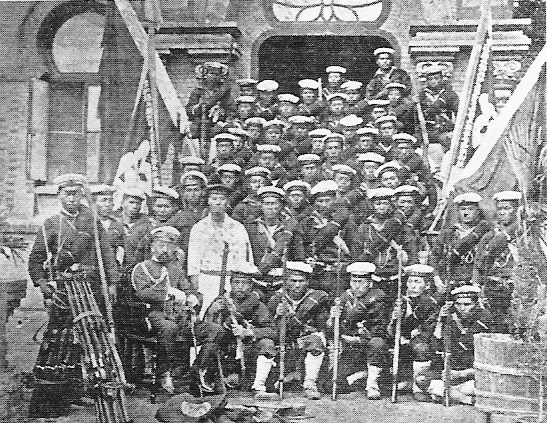
Japonští mariňáci sloužící pod britským velitelem Edwardem Seymourem během boxerského povstání.

V roce 1900 se Japonské námořnictvo podílelo, společně se západními armádami, na potlačení boxerského povstání v Číně. Námořnictvo poskytlo největší počet válečných lodí (18 z 50) a dopravilo do Číny největší kontingent expedičních vojsk ze všech intervenujících států (20 840 z 54 000 vojáků). Konflikt umožnil Japonsku bojovat po boku západních mocností a získat poznatky o moderní vojenské taktice.

## Rusko-japonská válka (1904 – 1905)

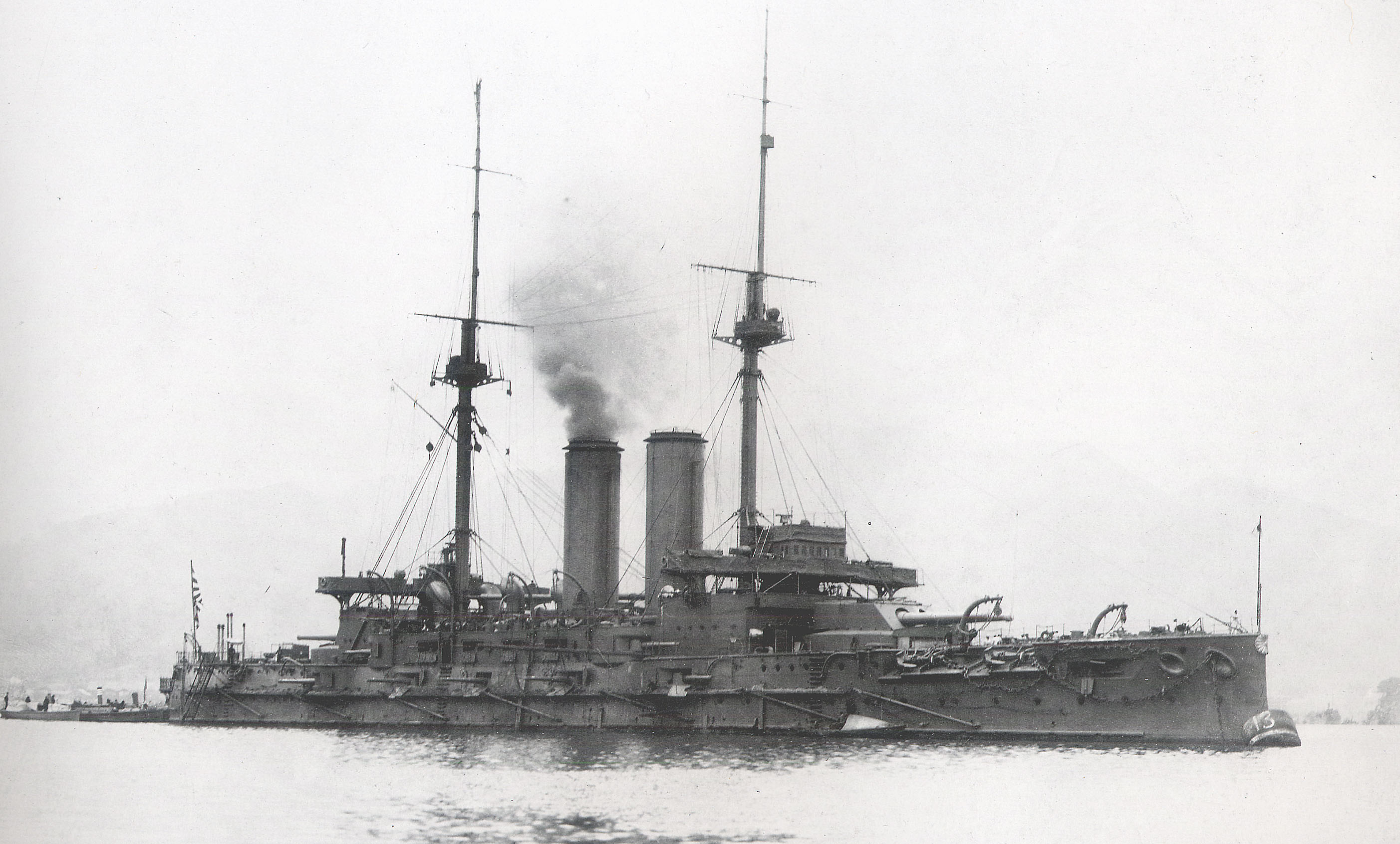
Mikasa v roce 1905 patřila mezi nejsilnější lodě své doby.

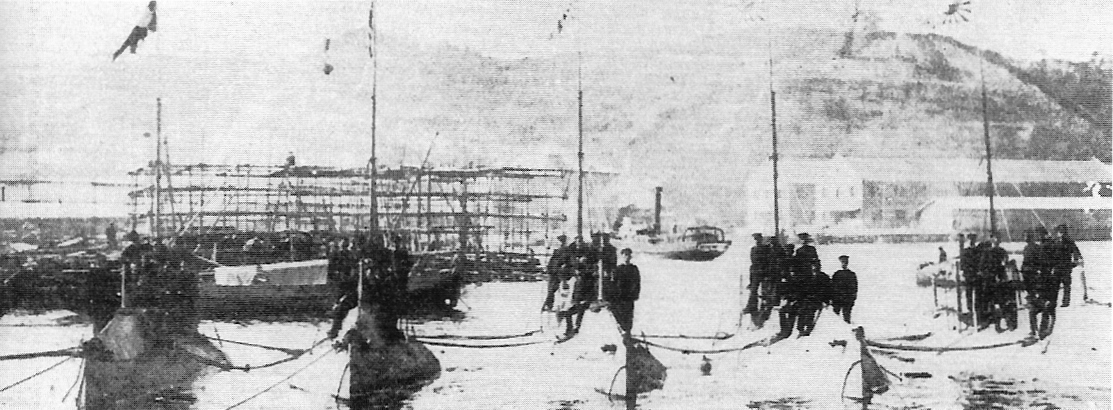
Japonská první flotila ponorek od J. R. Hollanda, 1905

Situace, kdy bylo Japonsko nuceno po vyhrané válce nad Čínou odevzdat již získaný poloostrov Liao-tung Rusku, vedla k dalším nárůstu japonského zbrojení. Japonsko chtělo být rovnocenné všem svým tehdejším protivníkům. Byl vyhlášen desetiletý program výstavby námořnictva, ve kterém byla požadována stavba celkem 109 válečných lodí, s celkovým výtlakem 200 000 tun, a zvýšení početního stavu námořnictva z 15 100 na 40 800 mužů. Bitevní loď Mikasa, první své třídy, tehdy byla nejpokročilejší bitevní lodí na světě. Byla objednána v roce 1898 v anglické loděnici Vickers a dodána v roce 1902.
Nová flota se skládala z:
- 6 bitevních lodí (postavených v Británii)
- 8 pancéřových křižníků (4 britské, 2 italské, 1 německý a 1 francouzský)
- 9 chráněných křižníků (5 japonských, 2 britské a 2 americké)
- 24 torpédoborců (16 britských a 8 japonských)
- 63 torpédovek (26 německých, 10 britských, 17 francouzských a 10 japonských)

Neshody s Ruskem vyvrcholily v letech 1904 – 1905 Rusko-japonskou válkou. V bitvě u Cušimy vedl admirál Tógó, na vlajkové bitevní lodi Mikasa, Císařské loďstvo k tomu, co bylo později nazýváno nejpřesvědčivějším námořním vítězstvím v historii. Ruská flota byla téměř úplně zničena, z 38 lodí bylo 21 potopeno, 7 zajato a 6 těžce poškozeno. Celkem 4 545 ruských námořníku bylo zabito a dalších 6 106 zajato. Naopak Japonsko v bitvě ztratilo pouhých 116 mužů a tři torpédovky. Toto vítězství zlomilo ruskou moc ve Východní Asii a vedlo k sérii povstání ruských námořníků v Sevastopolu, Vladivostoku a Kronštadtu, což vyvrcholilo vzpourou na křižníku Kníže Potěmkin v roce 1905, která byla předzvěstí revolučních událostí v Rusku v roce 1917.
V době rusko-japonské války se japonské loďstvo usilovně snažilo vybudovat ponorkové loďstvo. Ponorky v té době byly novou zbraní a oprávněně se jim přisuzoval značný potenciál. Stavba prvních ponorek byla zadána americké loděnici Electric Boat Company v roce 1905, pouhých 5 let poté, co americké námořnictvo přijalo do služby svou první ponorku USS Holland, navrženou stejnojmenným americkým konstruktérem. Ponorky byly dodány rozebrané a sestavila je loděnice v Jokosuce. Do operační služby vstoupily koncem roku 1905.

## Osamostatnění

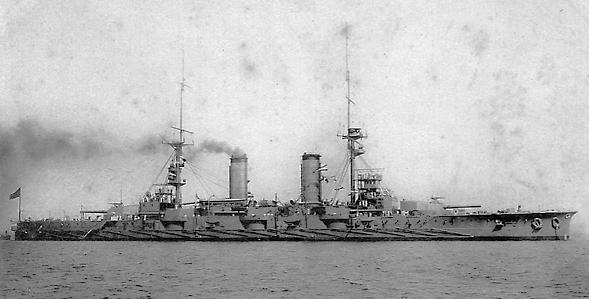
Bitevní loď Sacuma, 1906

Po rusko-japonské válce pokračovalo Japonsko v rozvoji silného námořního průmyslu. Lodě různých západních koncepcí byly kupovány, analyzovány a dále vylepšovány, podle strategie okopíruj, vylepši a dále rozvíjej. Navíc byly testovány a porovnávány, aby se vybralo vždy nejvhodnější řešení. Od 80. let 19. století, kdy se v Japonsku stavěly první malé torpédovky, se místní průmysl rozvinul natolik, že byl schopen po roce 1905 stavět největší válečné lodě, včetně bitevních. Posledním velkým zahraničním nákupem byl v roce 1912 první z bitevních křižníků třídy Kongó, který postavila anglická loděnice Vickers. Zbývající tři sesterské lodě již stavěly japonské loděnice. Od roku 1918 nebyla technologie, kterou by Japonci nedovedli použít ve světové kvalitě. Po roce 1920 proto bylo Japonské císařské námořnictvo třetí největší válečnou flotou na světě a zavedlo několik důležitých novinek.
Japonské námořnictvo bylo první, které v boji použilo bezdrátovou telegrafii (vynalezenou v roce 1897), k čemuž došlo už roku 1905 v bitvě u Cušimy.
V roce 1906 spustila loděnice v Jokosuce bitevní loď Sacuma, která byla ve své době největší válečnou lodí na světě a také první lodí navrženou podle nové koncepce bitevních lodí, které dala jméno jeho anglická obdoba HMS Dreadnought. Pro nedostatek kanónů hlavní ráže 305 mm byly ale na Sacumu instalovány pouze obvyklé 4 kusy a HMS Dreadnought se stal prvním dokončeným dreadnoughtem (loď stejné koncepce vznikala i v USA, ale byla také dokončena až po Dreadnoughtu).
V letech 1905 až 1910 začalo Japonsko stavět v domácích loděnicích i bitevní lodě. Sacuma byla ještě stavěna z 80 % britských dílů, ale už další třída Kawači obsahovala 80 % domácích součástí.

## První světová válka

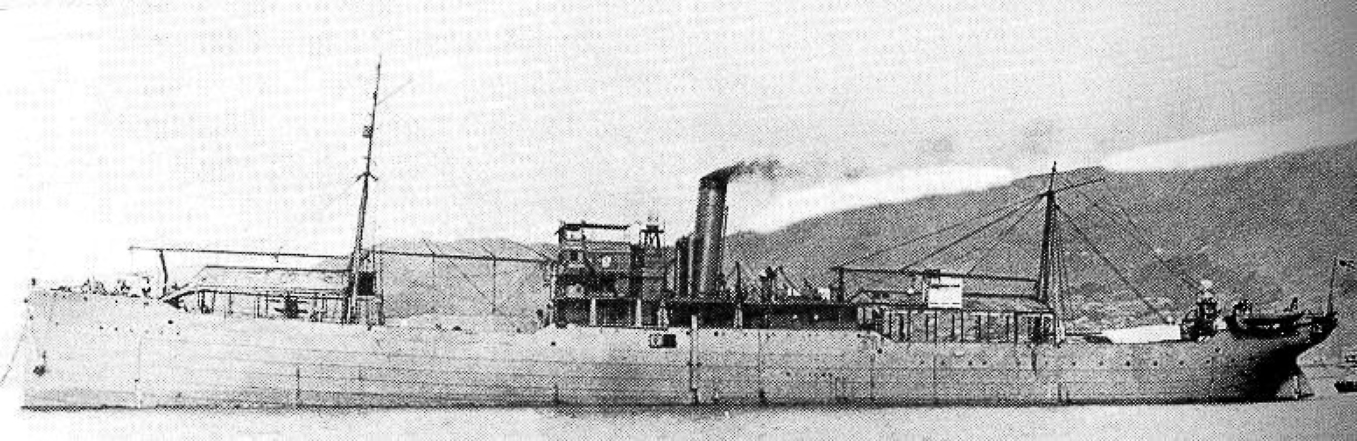
Japonský nosič hydroplánů Wakamija v roce 1914

První světové války se Japonsko účastnilo na straně Dohody, proti Rakousko-Uhersku a Německu, což bylo přirozeným důsledkem anglo-japonské alianční smlouvy z roku 1902. Po bitvě o německý přístav v Číně, Čching-tao, který obléhala britsko-japonská armáda, japonské námořnictvo tento přístav obsadilo a využívalo jako námořní základnu. Souběžně s touto akcí byl do centrálního Pacifiku vyslán bitevní svaz, který se podílel na pronásledování německé východoasijské eskadry admirála Maximiliána von Spee, která byla nakonec zničena v bitvě u Falkland Brity. Japonsko během války také obsadilo německé kolonie v Mikronésii. Byly to Marianské ostrovy (pouze Guam byl americký), Karolíny a Marshallovy ostrovy. Všechna tato území se po válce stala japonskými koloniemi. Japonsko o ně přišlo až ve druhé světové válce.
Po bitvě u Jutska se britská Admiralita neúspěšně pokusila přesvědčit japonskou vládu, aby jí poskytla čtveřici nových bitevních křižníků třídy Kongó, které byly jako první vyzbrojeny kanóny ráže 356 mm a patřily k nejpokročilejším konstrukcím své doby.
Kvůli problémům, které Royal Navy způsobovaly německé a rakouské ponorky, bylo Japonsko požádáno, aby posílilo Trojdohodu ve Středomoří eskadrou torpédoborců, kterých byl v době zavádění konvojů velký nedostatek. Flotila 8 nejnovějších torpédoborců, vedených zpočátku chráněným křižníkem Akaši, byla v březnu 1917 vyslána na Maltu. V červnu byl Akaši nahrazen pancéřovým křižníkem Izumo a flotila doplněna o další čtyři torpédoborce. Později se připojil pancéřový křižník Niššin. Flotila až do konce války úspěšně doprovázela spojenecké konvoje mezi Marseilles, Tarantem a Egyptem. Pouze torpédoborec Sakaki byl poškozen torpédem z rakouské ponorky U 27; zahynulo 59 mužů.
Po válce získalo Japonsko 9 německých ponorek jako válečnou kořist. Ty byly dopraveny do Japonska, rozebrány a analyzovány, což umožnilo velký rozvoj japonského ponorkového loďstva.

## Meziválečná léta

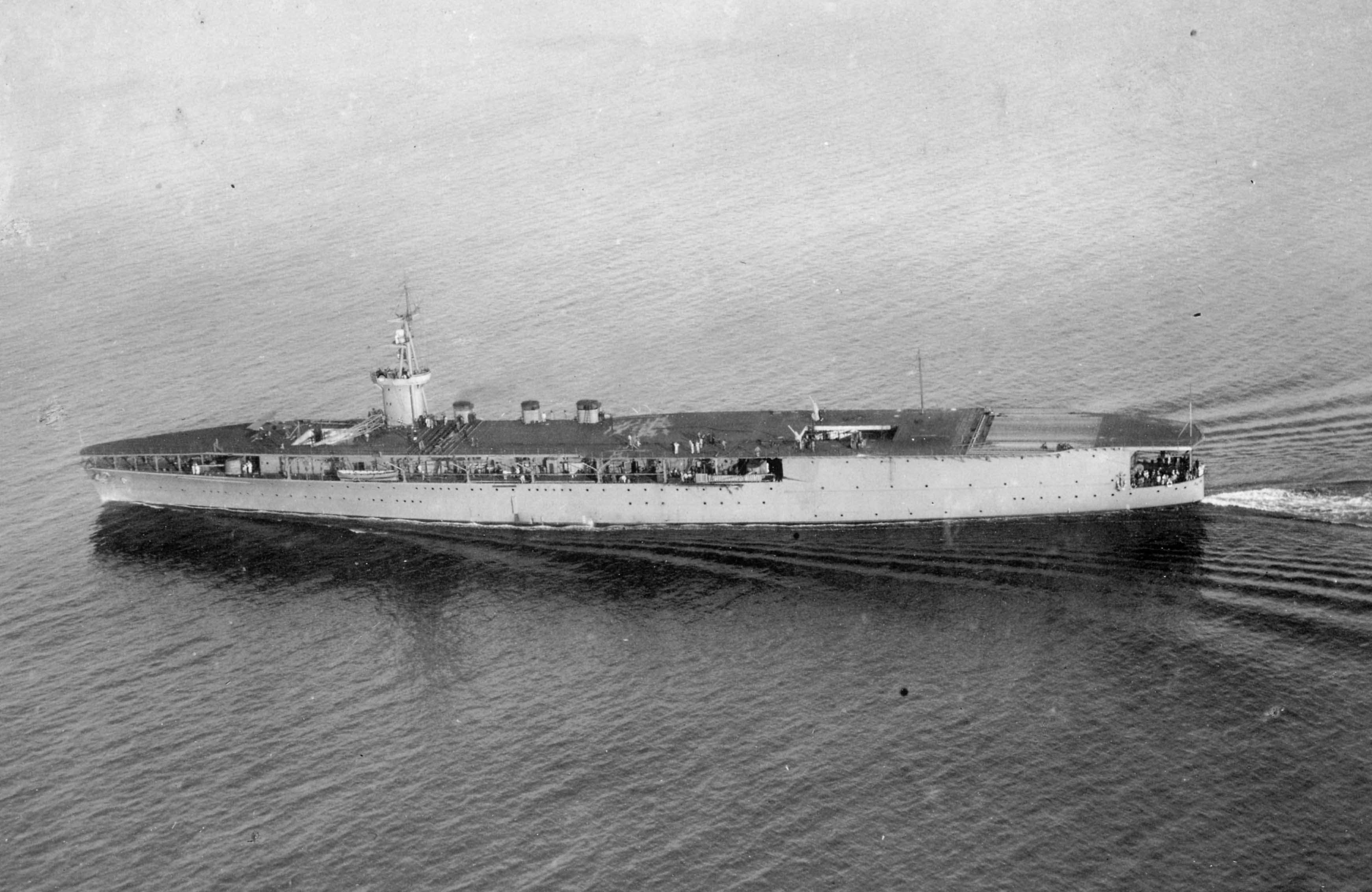
Letadlová loď Hóšó, první dokončená letadlová loď takto od počátku stavěná, 1922

V letech před druhou světovou válkou se JCN začalo připravovat na válku s USA. Dlouhé období rozvoje japonského militarismu a především napadení Číny v roce 1937, které přerostlo v Druhou čínsko-japonskou válku, znepřátelilo USA a postavilo Spojené státy do pozice největšího japonského rivala.
Námořnictvo po první světové válce čelilo mnoha vážným problémům. Podobně jako například Velká Británie bylo Japonsko zcela závislé na dovozu nerostných surovin. K realizaci expanzionistické politiky bylo nutné ovládnout a chránit vzdálené zdroje nerostných surovin (především ropy), které však byly v rukou jiných mocností (Velké Británie, Spojených států a Nizozemí). Bylo tedy nutné vybudovat silné námořnictvo, schopné operovat na velké vzdálenosti.
To se dostalo do konfliktu s dosavadní hlavní válečnou doktrínou rozhodující bitvy (艦隊決戦 Kantai Kessen), která nevyžadovala takový typ operací. Cílem této strategie bylo umožnit americkému loďstvu přeplout Pacifik, oslabit ho útoky ponorek a rozhodnout válku jedinou bitvou na vybraném místě poblíž japonského pobřeží, kterou mělo JCN díky opotřebení a předchozím ztrátám protivníka vyhrát. Drželo se tedy doktríny Alfreda T. Mahana, které se před druhou světovou válkou držela všechna hlavní námořnictva a která předpokládala jedinou rozhodující námořní bitvu, přesně jak tomu bylo v posledních 300 letech. Toto byl důvod pro japonský požadavek na washingtonské námořní konferenci (1921/22), která měla za cíl omezit zbrojení a Japonsko si v ní vynucovalo poměr sil mezi Británií, USA a sebou na 10:10:7. To mu mělo umožnit získání převahy v rozhodující bitvě.
Na washingtonskou námořní konferenci navázala roku 1930 londýnská konference omezující menší třídy plavidel, ale již 25. února 1933 Japonsko vystoupilo ze Společnosti národů a prohlásilo, že nadále nebude dodržovat omezení stanovená oběma konferencemi.
V meziválečném období se Japonsko podílelo na zavedení několika novinek:
- V roce 1921 spustilo Hóšó, první letadlovou loď, která tak byla od počátku konstruována a nevznikla tak přestavbou z jiného typu plavidla.
- Japonsko jako první zavedlo na svých bitevních lodích děla ráže 356 mm (třída Kongó), ráže 406 mm (třída Nagato) a jako jediné zavedlo ráži 460 mm (třída Jamato). Bylo to dáno dlouhodobou koncepcí, kdy kvůli svým materiálním a technickým možnostem Japonsko raději stavělo menší množství lépe vyzbrojených, rychlých a technologicky špičkových válečných lodí.
- K udržení spojení s japonskou flotilou dalo v letech 1918–1922 postavit bezdrátovou rádiovou vysílací stanici Hario, která ve své době patřila mezi nejvýkonnější rádiové vysílače v Japonsku. Tento výkonný vysílač postavený na odesílání zpráv na dlouhé vzdálenosti stojí jižně od města Sasebo na poloostrově Hario a je kulturní památkou.
- V roce 1928 zavedlo novátorské torpédoborce třídy Fubuki, které měly děla hlavní ráže v uzavřených dělových věžích, které byly schopné i palby proti letadlům.
- Japonsko vyvinulo koncepčně nové torpédo ráže 610 mm poháněné kyslíkem (torpédo Typ 93 „Dlouhé kopí“). Je považováno za nejlepší torpédo používané za druhé světové války.

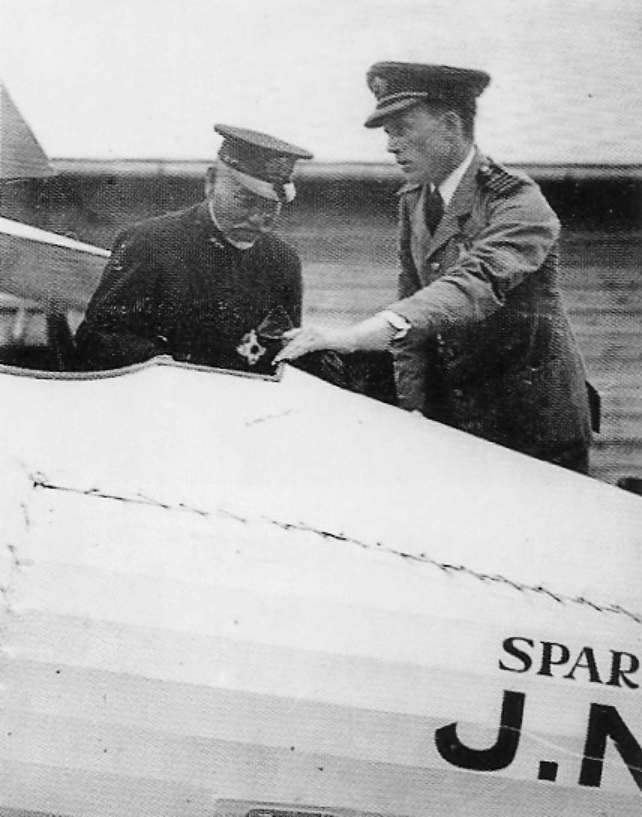
Kapitán Sempill předvádí Gloster Sparrowhawk. Divákem je admirál Heihačiró Tógó, 1921

V oblastech, ve kterých Císařské námořnictvo ještě nemělo zkušenosti, nadále vyhledávalo zahraniční pomoc. V roce 1921 tak dorazila do Japonska britská Sempillova mise, která přivezla do země skupinu instruktorů námořního letectva, kteří předvedli palubní letouny, jako byl Gloster Sparrowhawk a učili Japonce taktice a technikám svrhování leteckých torpéd či řízení letového provozu.

## Střet koncepcí
V meziválečné době tedy neustále soupeřily dvě koncepce námořní války. Na jedné straně byli tradiční zastánci silných svazů bitevních lodí, které měly vybojovat onu jedinou rozhodující námořní bitvu poblíž Japonska a na straně druhé byli lidé okouzlení perspektivami tehdy ještě mladého námořního letectva (například Isoroku Jamamoto), kteří požadovali silné svazy letadlových lodí, používající agresivní ofenzivní taktiku.
Výsledkem bylo, že ani jedno pojetí nepřevážilo a obě linie se vyvíjely paralelně, což vedlo k určitému roztříštění sil a žádná z koncepcí tak ve válce zcela neukázala svoji schopnost rozhodnout válku.
Zásadním problémem japonských válečných lodí také byla snaha japonských konstruktérů o co nejsilnější výzbroj a největší rychlost při stavbě lodí s omezeným výtlakem (snaha o co největší sílu lodí stavěných podle omezení Washingtonské konference). Výsledkem byla nedostatečná stabilita lodí, jejich špatná ochrana a strukturální nedostatky v pevnosti konstrukce. Chyba tohoto přístupu se ukázala už 12. března 1934 při potopení – na svou velikost přezbrojené – torpédovky Tomozuru v malém vlnobití. To – spolu s „incidentem 4. loďstva“ – vedlo k úpravám ostatních lodí, jež měly zlepšit jejich plavební schopnosti a stabilitu. Zcela odstranit tyto nedostatky však nebylo možné.

## Druhá světová válka
| Standarty vlajkových důstojníků Japonského císařského námořnictva | Standarty vlajkových důstojníků Japonského císařského námořnictva |
| ----------------------------------------------------------------- | ----------------------------------------------------------------- |
| Admirál: 大将 taišó                                               |                                                                   |
| Viceadmirál: 中将 čúdžó                                           |                                                                   |
| Kontradmirál: 少将 šóšó                                           |                                                                   |
| Komodor: 代将 daišó                                               |                                                                   |

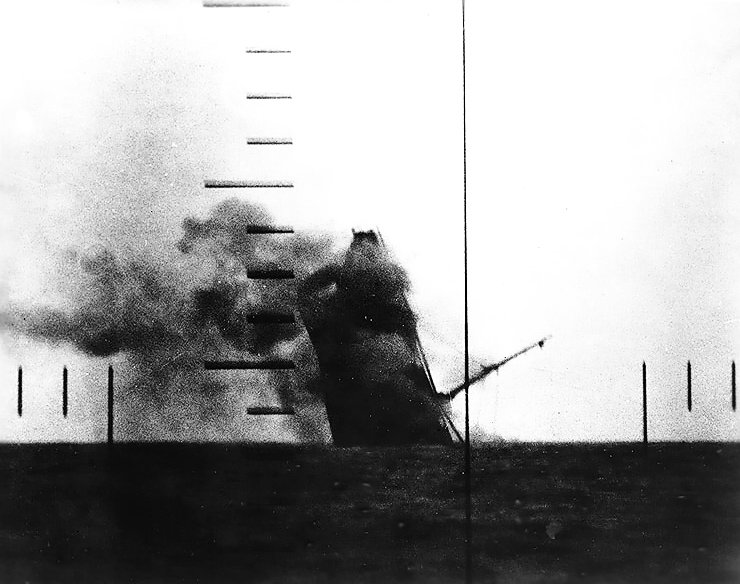
Potápějící se japonská nákladní loď ve Žlutém moři

Za druhé světové války bylo Japonské císařské námořnictvo podřízené ministerstvu námořnictva a řízeno svým hlavním štábem. Japonské námořnictvo se připravovalo na válku s početně silnějším americkým loďstvem a proto bylo obětováno mnoho úsilí a zdrojů, aby ho převyšovalo alespoň svou kvalitou. Japonsko díky tomu na počátku války disponovalo pravděpodobně nejpokročilejším námořnictvem ze všech zemí. Japonskou strategií bylo dosáhnout agresivním postupem vůči USA bleskového vítězství. Čas byl jen do té doby, než se mohl americký průmysl přeorientovat na válečnou výrobu. Problém tohoto řešení však byl v opomenutí defenzivních rolí námořnictva. Během války bylo JCN nuceno chránit dlouhé námořní trasy proti útoků ponorek, aniž by mělo k dispozici dostatek eskortních lodí či letadlových lodí, což ho, vzhledem k jeho závislosti na surovinách, udělalo zranitelným. I protiponorkový výcvik byl podceněn.
Úspěch Japonska v první etapě války byl naprostou senzací, ale USA se během poměrně krátké doby podařilo získat převahu, a to především díky vyspělejším technologiím a mnohem silnějšímu průmyslovému potenciálu. Na samém konci války se JCN ještě pokusilo zvrátit poměr sil řadou zoufalých opatření, především nasazení jednotek Kamikaze, ale neúspěšně.

## Bitevní lodě

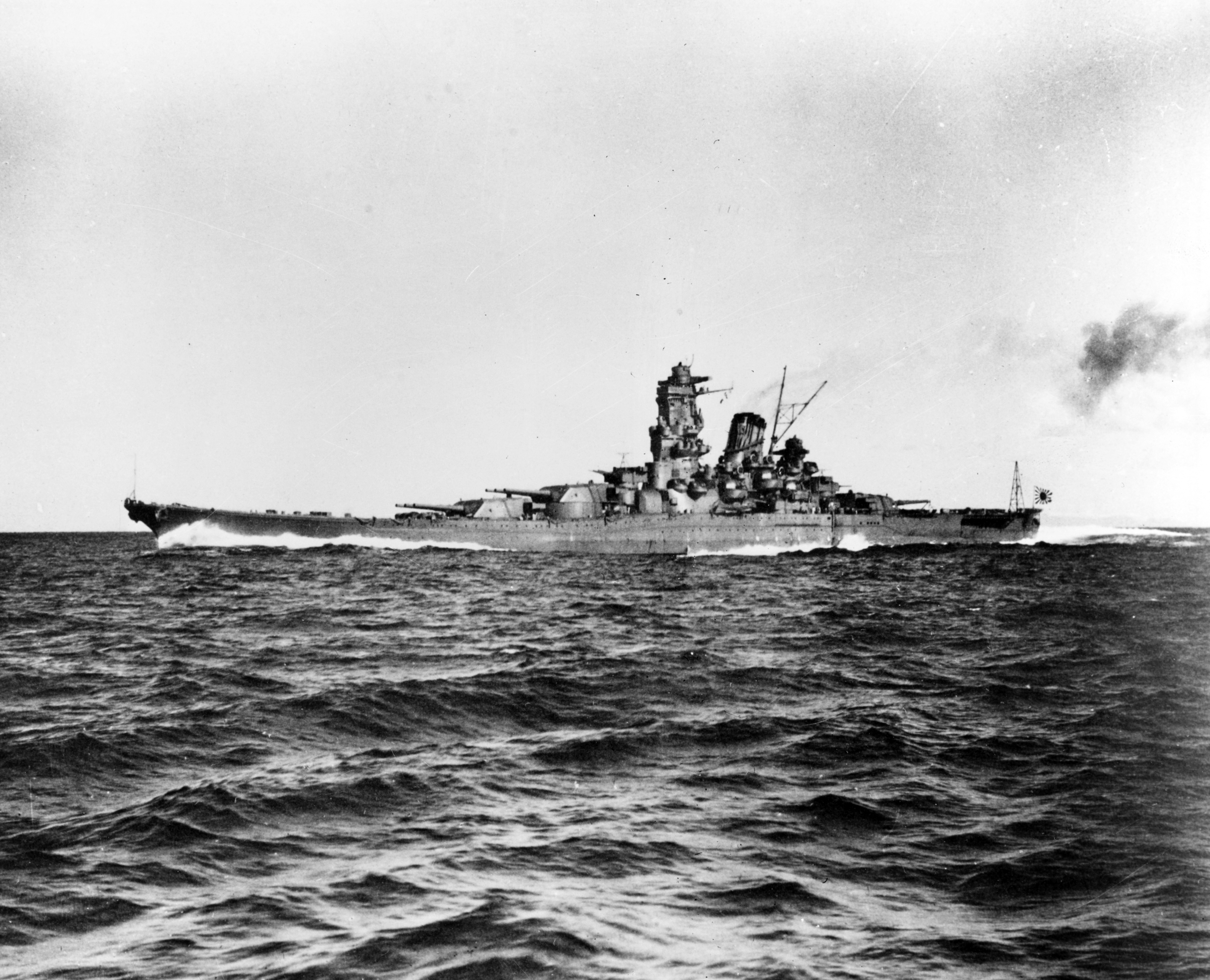
Jamato, největší bitevní loď historie, 1941

Japonsko přisuzovalo i nadále velkou důležitost bitevním lodím a snažilo se vybudovat nejmocnější bitevní lodi své doby. Největší a nejsilnější bitevní loď historie, Jamato, byla uvedena do služby v roce 1941 (sesterská Musaši v roce 1942). Jelikož dostavbě řady moderních lodí zabránila Washingtonská konference, věnovalo Japonsko značné úsilí i modernizaci starších bitevních lodí.
V první části války zůstaly bitevní lodě spíše stranou. Druhá polovina války však přinesla několik posledních střetnutí bitevních lodí v historii. V bitvě u Guadalcanalu, ke které došlo 15. listopadu 1942, se utkaly americké bitevní lodi USS South Dakota a USS Washington s japonskou bitevní lodí Kirišima, kterou poslaly ke dnu.
V bitvě v průlivu Surigao se palba eskadry amerických bitevních lodí admirála Oldendorfa podílela na potopení bitevních lodí Fusó a Jamaširo. Nicméně bitva u ostrova Samar ukázala, že bitevní lodě mohou být ještě užitečnou, přestože ne zcela efektivní zbraní. Pouze nerozhodnost admirála Takeo Kurity a obětavost amerických torpédoborců zachránila americké eskortní letadlové lodi svazu Taffy 3 od úplného zničení bitevními loďmi Jamato, Kongó, Haruna a Nagato. Nakonec však svaz ztratil pouze eskortní letadlovou loď USS Gambier Bay a tři torpédoborce.
Během války se naplno ukázalo, že letadlové lodě jsou silou, která lodě bitevní vytlačí z jejich privilegovaného postavení. Útoky letadel pro ně byly velkým ohrožením. Důkazem je potopení nejsilnějších bitevních lodí světa Jamata a Musaši leteckými útoky ještě dlouho před tím, než se jakákoliv americká loď dostala na dostřel jejich obřích děl.

## Letadlové lodě

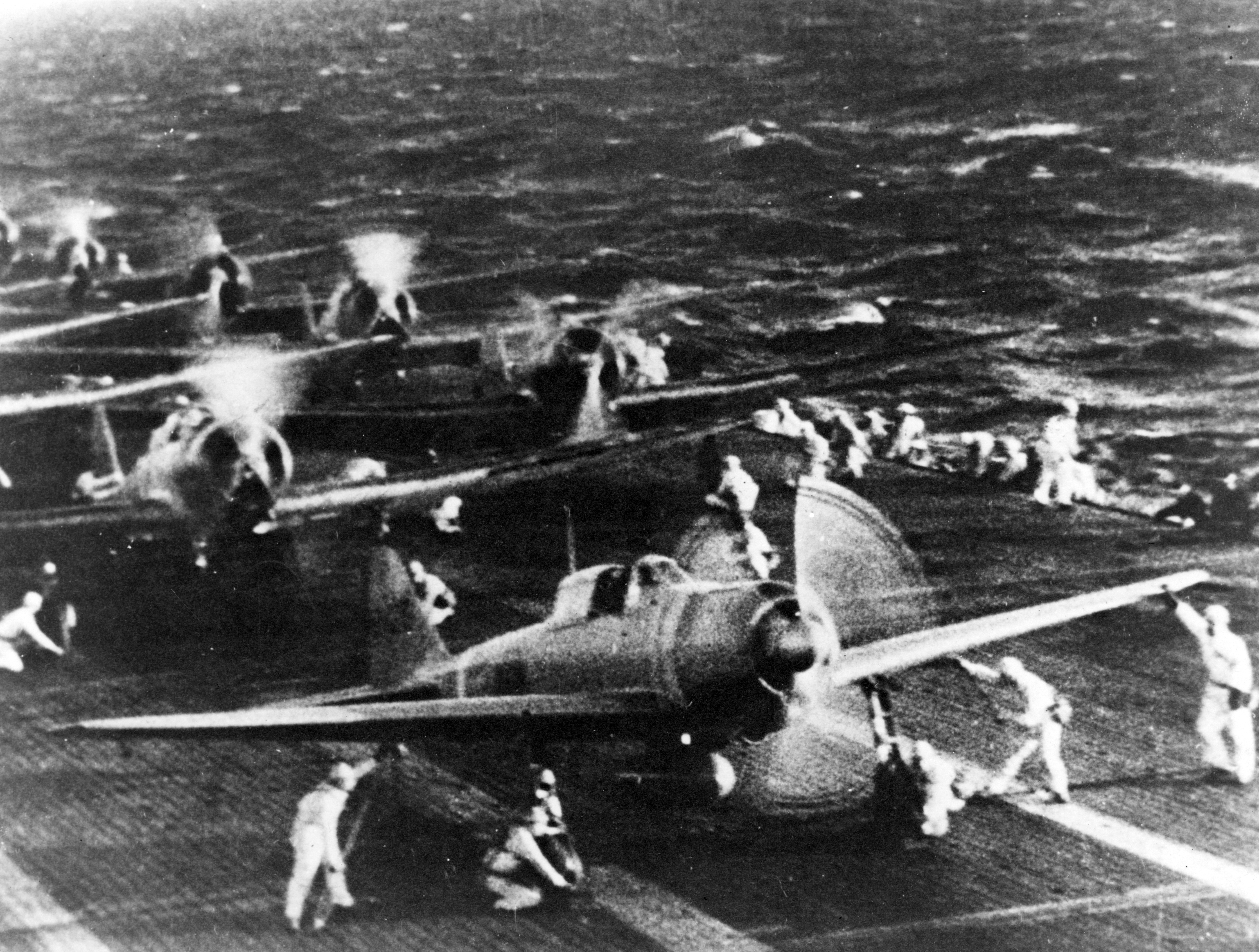
Letadla z letadlové lodi Šókaku startují k útoku na Pearl Harbor, 1941

Letadlové lodě byly pro JCN velice důležité a Japonsko na počátku války disponovalo flotou 10 letadlových lodí (velké letadlové lodě Akagi, Kaga, Hirjú, Sórjú, Šókaku a Zuikaku + lehké letadlové lodě Hóšó, Šóhó, Zuihó a Rjúdžó) — největší a nejmodernější na světě. Naopak Američané vstupovali do války pouze se 7 letadlovými loďmi, z nichž 3 byly nasazeny v Pacifiku (USS Lexington, USS Saratoga a USS Enterprise). Británie měla v oblasti dvě letadlové lodě (poškozenou HMS Indomitable a zastaralý HMS Hermes), z toho HMS Hermes byl v Indickém oceánu. Než vstoupily do služby americké letadlové lodi třídy Essex, byla japonská třída Šókaku pravděpodobně nejlepším typem letadlové lodi na světě[zdroj?]. Na druhé straně byla část z deseti japonských letadlových lodí poměrně malá a nemohla se svou silou zdaleka vyrovnat lodím tříd Yorktown či Essex.
Japonské letadlové lodě (kromě eskortních lodí podřízených armádě) a jejich letadla, včetně letadel na pozemních základnách, nebyly podřízeny přímo velení císařského námořnictva, ale rozhodoval o nich podřízený generální štáb námořního letectva (海軍航空本部 Kaigun Kókú Honbu). Po debaklu u Midway došlo 14. července 1942 k reorganizaci sil námořního letectva.
Po krátkém období japonské převahy došlo ke zlomu v bitvě u Midway. Japonsko ztratilo 4 velké letadlové lodě a od té doby jich mělo velký nedostatek. Neméně bolestná byla i ztráta zkušených posádek letadel. To vedlo k velkorysému programu přestavby řady civilních a válečných lodí na letadlové. Největší lodí, která byla takto upravena, byla Šinano, původně třetí bitevní loď třídy Jamato, která byla svým výtlakem největší letadlovou lodí celé války. Byl zahájen i projekt stavby nových letadlových lodí, ale většina z nich nebyla nikdy dokončena. Jednou z mála dokončených byla Taihó, která se stala první a nakonec i jedinou japonskou lodí s pancéřovanou letadlovou palubou.

## Námořní letectvo

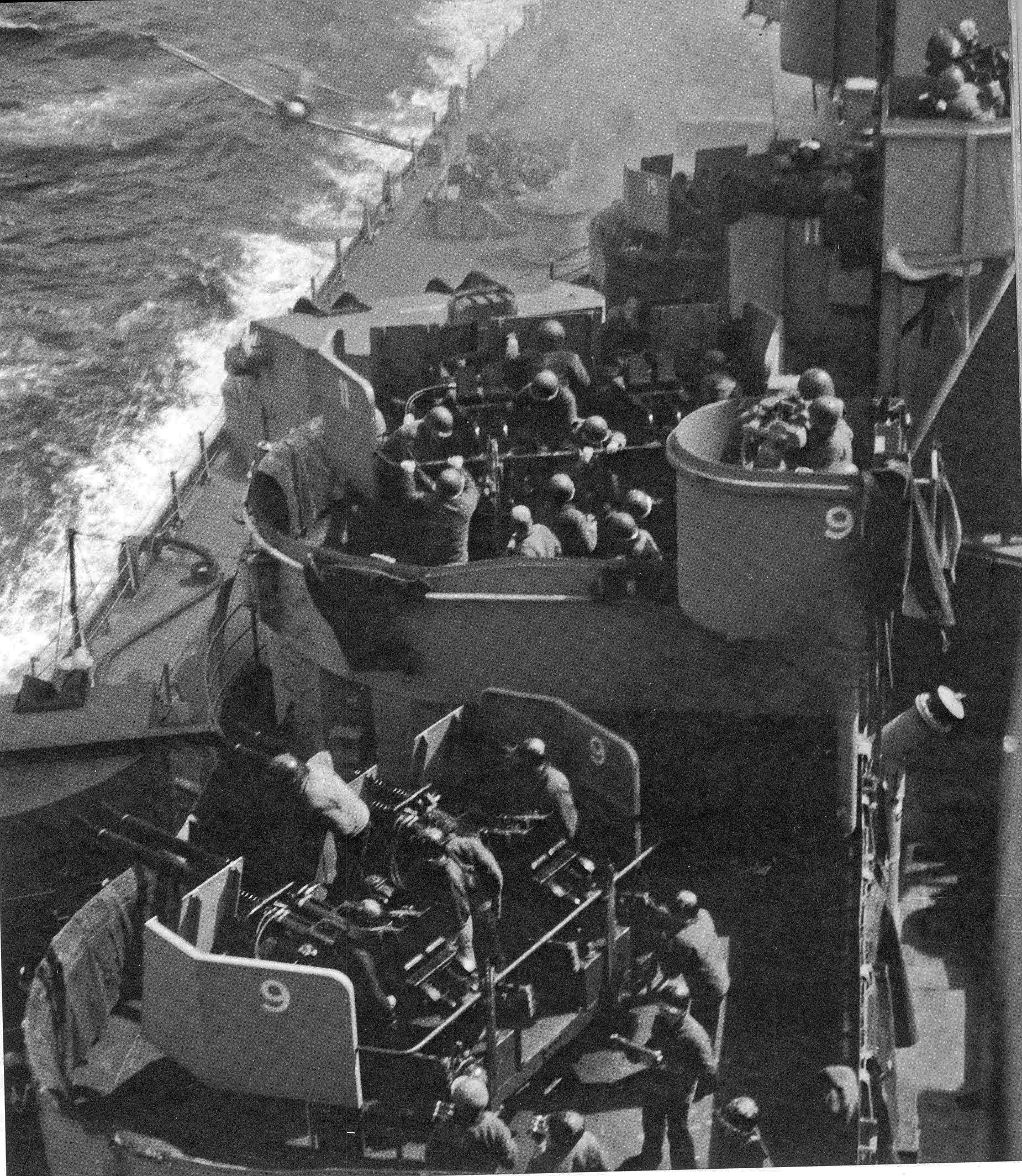
Kamikaze Micubiši Zero dopadá na USS Missouri

Japonské námořní letectvo vstupovalo do války s několika cennými výhodami. Američané například podcenili parametry japonských letadel, která považovaly za špatné kopie západních vzorů. Stíhačka Micubiši Zero si pak vydobyla značný respekt. Kvalitních typů mělo Japonsko více. Například létající člun Kawaniši H8K je považován za nejlepší stroj své kategorie. Také alespoň zpočátku války bylo velkou výhodou JCN to, že jeho piloti už měli bohaté operační zkušenosti z Čínsko-japonské války. Velká část osádek letadel se dala považovat za ostřílené veterány. Po několika prohraných bitvách však bylo toto jádro ztraceno a nahrazovat tyto zkušené posádky bylo velmi obtížné a na efektivitě letectva se to také projevilo. Například letecké boje při invazi na Mariany Američané překřtili na „Velké Marianské střílení na krocany“.

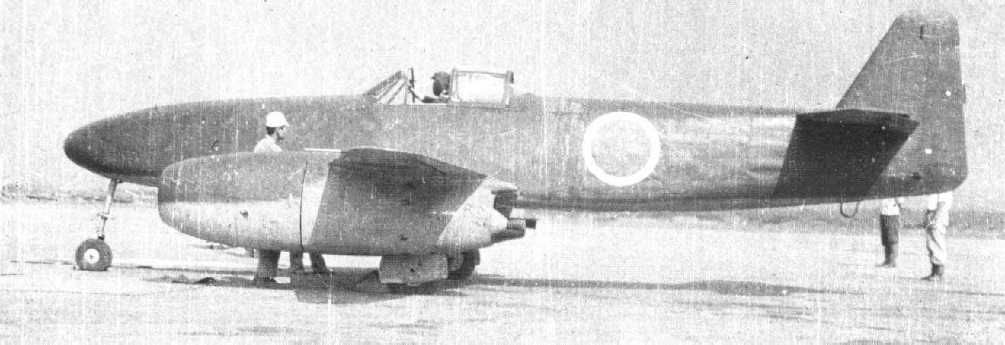
První japonská proudová stíhačka Nakadžima J9N Kikka, 1945

Japonská konstrukční škola ale měla i své nevýhody. U stíhacích letadel byla za hlavní vlastnost považována obratnost. Stíhačky proto byly obratné, ale i křehké, slabě vyzbrojené a nedostatečně pancéřované. Nedostatečné pancéřování a ochrana palivových nádrží byly problémem i pro japonské bombardéry. Zatímco USA vybojovaly válku mimo své území, japonská produkce a vývoj nových typů se stále musely potýkat s nedostatkem materiálu a nálety. To zpomalilo vývoj a zavádění nových, perspektivních typů, které, jak se ukázalo, měly velmi dobré parametry. Šlo například o nekonvenční Kjúšú J7W Šinden, proudovou stíhačku Nakadžima J9N Kikka, inspirovanou německým Messerschmittem Me 262, stíhačku Micubiši A7M Reppu, nebo výkonný torpédový bombardér Aiči B7A Rjúsei.

## Ponorky

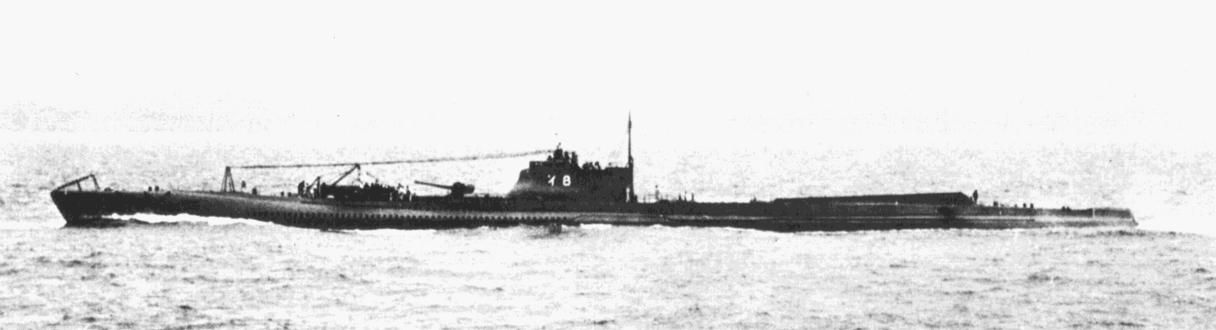
Ponorka I-8 byla uvedena do provozu v roce 1938.

Japonsko mělo asi nejpestřejší ponorkovou flotilu. Zahrnovala nejmenší sebevražedná řiditelná torpéda Kaiten, miniponorky (neúspěšně nasazené i při útoku na Pearl Harbor), střední kategorie i velké ponorky, určené jak pro zásobování, tak pro dálkové oceánské operace, které často nesly i letouny (největší typ I-400 nesl letouny schopné bombardování). Všechny tyto ponorky používaly torpéda Typ 95, 533 mm verzi slavného 610 mm Typu 93 „Dlouhé kopí“.
Letoun z japonské ponorky I-25 provedl asi jediný letecký útok na kontinentální část USA, když 9. září 1942 zápalnými pumami způsobil velké lesní požáry ve státě Oregon.
Přesto byly japonské ponorky ve válce poměrně neúspěšné. V naprosté většině případů byly používány k útokům proti válečným lodím, které byly rychlé, obratné a schopné se bránit lépe než plavidla obchodní. Ještě v roce 1942 potopily ponorky dvě americké letadlové lodě, ale později se už tak výrazné úspěchy neopakovaly. Důvodem byl i velký vývoj v oblasti protiponorkového boje. Koncem války už ponorky plnily především dopravní účely, protože japonské dopravní lodě byly Američany těžce zdecimovány. Odhaduje se, že ponorky za války potopily 493 lodí s prostorem 1 mil. BRT.

## Zánik JCN
Po prohrané válce bylo Japonské císařské námořnictvo podle článku 5 nové Ústavy rozpuštěno. Země deklarovala, že v budoucnosti nebude řešit konflikty použitím síly a námořnictvo se změnilo v součást Japonských sil sebeobrany a nyní nese název Japonské námořní síly sebeobrany.